# ألبرت بويد
ألبرت بويد (بالإنجليزية: Albert Boyd) هو ضابط أمريكي، ولد في 22 نوفمبر 1906، وتوفي في 18 سبتمبر 1976.